# Bandeira de Samoa
A bandeira da Samoa foi escolhida em 24 de Fevereiro de 1949. É semelhante à bandeira da China Nacional.
A bandeira consiste de um campo vermelho com um cantão azul. No cantão figura a constelação Cruzeiro do Sul.
Entre 1900 e 1910, enquanto Samoa Alemã, propôs-se uma bandeira colonial Alemã, que nunca chegou a ter uso efectivo. 
Posteriormente a essa data, desde a captura do território por forças Neo-Zelandesas a 29 de Agosto de 1914, pavilhões Britânicos carregados no batente com três palmeiras num disco branco eram usados por entidades oficiais e público, desde a ocupação militar Britânica. O Pavilhão Azul carregado era usado em terra, e o Pavilhâo Vermelho carregado era usado no mar. 

## História

Samoa alemã (1900-1914)
Bandeira da Samoa (1914-1922)
Pavilhão azul britânico da Samoa Ocidental (1922-1962)